# Piovere
Piovere ist eine Fraktion der italienischen Gemeinde Tignale in der Provinz Brescia, Region Lombardei.

## Geographische Lage
Piovere liegt an der Westseite des Gardasees auf einer Höhe von 375 – 450 m über dem Meeresspiegel und etwa 1,7 km südwestlich des Hauptortes Gardola, 2 km nördlich von Muslone und etwa 8 km westlich von Porto (gegenüber dem See).

## Verkehr
Piovere ist über eine steile Bergstraße mit der Provinzstraße SP 38 verbunden, die von der Strada Statale 45 bis Gardesana Occidentale zwischen Gargnano und Campione del Garda in Richtung Tignale und Tremosine abzweigt.

## Kultur und Sehenswürdigkeiten
Piovere ist bekannt für seine vielen Wanderwege. Zahlreiche (teilweise anspruchsvolle) Verbindungen zu nahegelegenen Naturparks und Wasserfällen machen diesen Ortsteil attraktiv für Wanderer und Bergsteiger.